# اعتراف اجباری

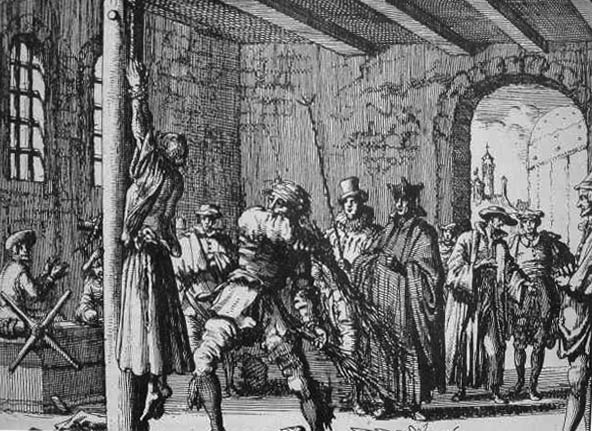
شکنجه

اعتراف اجباری یا اقرار تلویزیونی وضعیتی است که زندانی در مقابل دوربین اقدام به انتقاد از اندیشه‌ها و کارهای گذشتهٔ خود می‌کند. به این عمل که معمولاً پس از شکنجه یا تحتِ فشار گذاشتنِ قربانی انجام می‌گیرد، اعترافِ اجباری گفته می‌شود. اعتراف اجباری در کشف حقیقت، بی‌اعتبار است و اقرارِ خارج از دادگاه، ارزش و اعتبار اقرار در دادگاه را ندارد. معمولاً به افرادِ موردِ بازجویی، داستانی برایِ بازگویی ارائه می‌شود. شخصِ موردِ بازجویی، ممکن است با داستان ارائه شده به او موافقت کند یا حتی از خودش دروغ بسازد که بازجو را راضی کند تا از رنجی که بر او وارد میشود خلاصی یابد. اعتراف‌گیری تلویزیونی اغلب با شکنجه جسمی و شکنجه روانی همراه است.

## در ایران

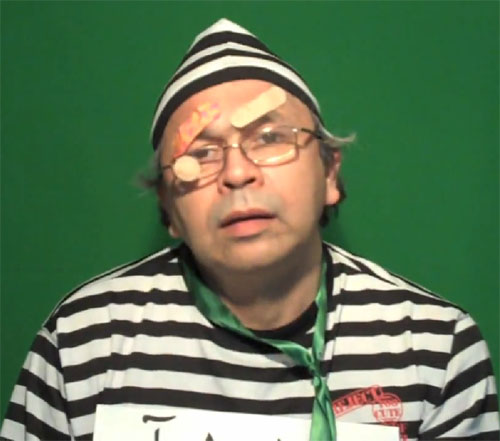
برنامه طنز سید ابراهیم نبوی، که در آن اعترافات تلویزیونی را شبیه‌سازی می‌کند.

در ایران اعتراف‌گیری تلویزیونی به وسیله ساواک در اوایل دهه ۵۰ خورشیدی آغاز شد و بعد از انقلاب ۱۳۵۷، توسط مقامات امنیتی نظام جمهوری اسلامی ایران، اوج گرفت. بین سال‌های ۱۳۵۰ تا ۱۳۵۴ تعدادی از فعالان سیاسی و نویسندگان مخالف پهلوی در تلویزیون به اعتراف پرداختند که با اعتراض سازمانهایی نظیر عفو بین‌الملل، صلیب سرخ جهانی و کمیته سارتر قرار گرفت و با فشار دولتِ جیمی کارتر، رئیس‌جمهور آمریکا متوقف شد. دستگاه قضایی جمهوری اسلامی همواره گفته‌است که افراد مصاحبه‌شده داوطلبانه و بر اساس بحث‌های اقناعی و استدلالی علیه خود اعتراف کرده‌اند. در طول دهه ۱۹۸۰ میلادی، برنامه‌های انکارِ تلویزیونی در تلویزیونِ دولتیِ ایران رایج بود.
یرواند آبراهامیان در کتاب «اعترافاتِ شکنجه‌شدگان» می‌نویسد: «اگر در چند سال اول بعد از سقوط رژیم شاه، در اکثر موارد، شکنجه یا ضرب و شتم زندانی با دادن اطلاعات مورد نیاز بازجویان، معمولاً خاتمه پیدا می‌کرد، پس از خرداد ۱۳۶۰، شکنجه جسمانی و خصوصاً روانیِ زندانی (شکنجه سفید)، حتی پس از کسب اطلاعات ضروری، هم چنان ادامه یافت.»
سازمان عفو بین‌الملل، در پی سرکوب اعتراضات مردم ایران به نتایج انتخابات، در اطلاعیه‌ای مطبوعاتی هشدار داد که رهبران بازداشتی اپوزیسیون در ایران، در خطر شکنجه قرار دارند و مقامات نظام جمهوری اسلامی قصد دارند آنان را به «اعترافات تلویزیونی» وادارند. پس از رسوایی توسط مازیار ابراهیمی ،داریوش عمران زاده نیز اعتراف‌گیری تلویزیونی با شکنجه توسط
وزارت اطلاعات
را مطرح کرد.
به فتوای آیت‌الله منتظری آمر و متصدّی و مباشر اعترافات و مصاحبه‌های ساختگی تلویزیونی - با زور و شکنجه و تهدید - گناهکار و مجرمند و شرعاً و قانوناً مستحقّ تعزیر خواهند بود.
فدراسیون جهانی جامعه‌های حقوق بشر در پاریس و سازمان عدالت برای ایران در لندن در سال ۲۰۲۰ اعلام کردند که در جمهوری اسلامی ایران از سال ۲۰۰۹ تا ۲۰۱۹ حد اقل ۳۵۵ اعتراف اجباری از تلویزیون حکومتی جمهوری اسلامی ایران پخش شده‌است. این گزارش ۵۷ صفحه ای تحت عنوان "حکومت اورولی: صدا و سیمای جمهوری اسلامی به‌مثابه سلاح سرکوب جمعی" ۵ تیر ۱۳۹۹ منتشر شد. عنوان "حکومت اوروِلی" در نام گزارش، برگرفته از نام رمان "۱۹۸۴" اثر جورج اوروِل است، که وضعیت شهروندان را در یک حکومت تمامیت‌خواه به تصویر می‌کشد.